# Korthalsella japonica
Korthalsella japonica är en sandelträdsväxtart som först beskrevs av Carl Peter Thunberg, och fick sitt nu gällande namn av Adolf Engler. Korthalsella japonica ingår i släktet Korthalsella och familjen sandelträdsväxter.

## Underarter
Arten delas in i följande underarter:
- K. j. bojeri
- K. j. richardii